# Collection Farnesina
La collection Farnesina est une collection muséale d'œuvres d'art contemporain italien du XXe siècle du gouvernement italien, située à l'intérieur du Palais de la Farnesina, siège du Ministère des Affaires étrangères à Rome, laquelle expose les artistes italiens les plus importants et représentatifs. La collection est accessible au public sur rendez-vous.

## Les œuvres et les artistes
La Collection présente les expressions les plus représentatives des arts visuels du Novecento italien. Les peintures, sculptures, installations et mosaïques sont répartis dans les vastes espaces de l'édifice, le long d'un parcours incluant des couloirs, des salles de réunion et des espaces de représentation du Ministère.
La collection retrace l'histoire de l'art italien du XXe siècle en traversant des courants comme l'Art nouveau, le Futurisme, la Métaphysique, l'Abstraction, l'Arte povera, la Trans-avant-garde, et la Belle Époque avec Giuseppe Amisani, jusqu'aux productions artistiques les plus récentes, comprenant d'importantes œuvres de Alighiero Boetti, Salvatore Garau, Michelangelo Pistoletto, Umberto Boccioni, Fortunato Depero, Giorgio De Chirico, Carlo Carrà, Alberto Burri, Carla Accardi, Piero Dorazio, Giacomo Balla, Emilio Vedova, Renato Guttuso, Jannis Kounellis, Sandro Chia, Mimmo Paladino.